# Muurvoet

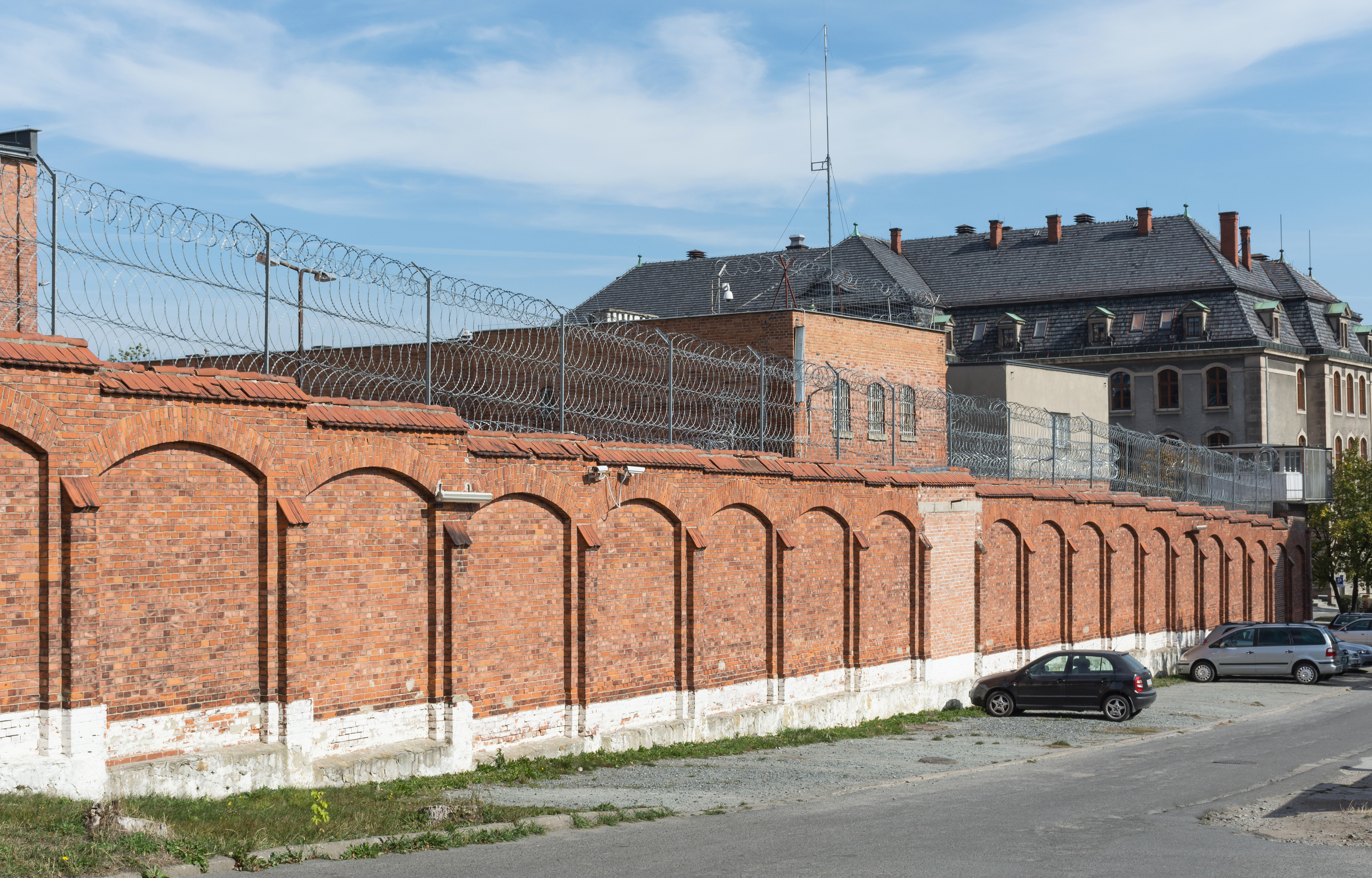
Een (witgeverfde) muurvoet van een gevangenismuur in Polen.

Met een muurvoet wordt de onderste rand van een muur bedoeld. In sommige gevallen heeft het woord betrekking op een apart muursegment dat contact maakt met de fundering of ondergrond waar de muur op staat en die de muur van extra stabiliteit voorziet.
Soms is de muurvoet gemaakt van een andere soort steen, die voorkomt dat er water uit de grond omhoog trekt.

## Vegetatie op muurvoeten
Een muurvoet vormt dikwijls een aparte zone in de vegetatiezonering van de desbetreffende muurvegetatie (mits deze aanwezig is). De voornoemde zonering ontstaat doorgaans doordat veel van de muurbewonende soorten profiteren van het optrekkende vocht, dat hogerop de muur niet beschikbaar is. Ook hebben muurvoeten vaak een hogere trofiegraad dan hogerop de muur vanwege de afspoelende nutriënten. Op plekken waar veel huisdieren (zoals honden en katten) tegen een muur urineren  is de muurvoet vaak duidelijk gekoloniseerd door hypertrafente muurvegetatie, zoals de citroenkorst-associatie.

## Fotogalerij

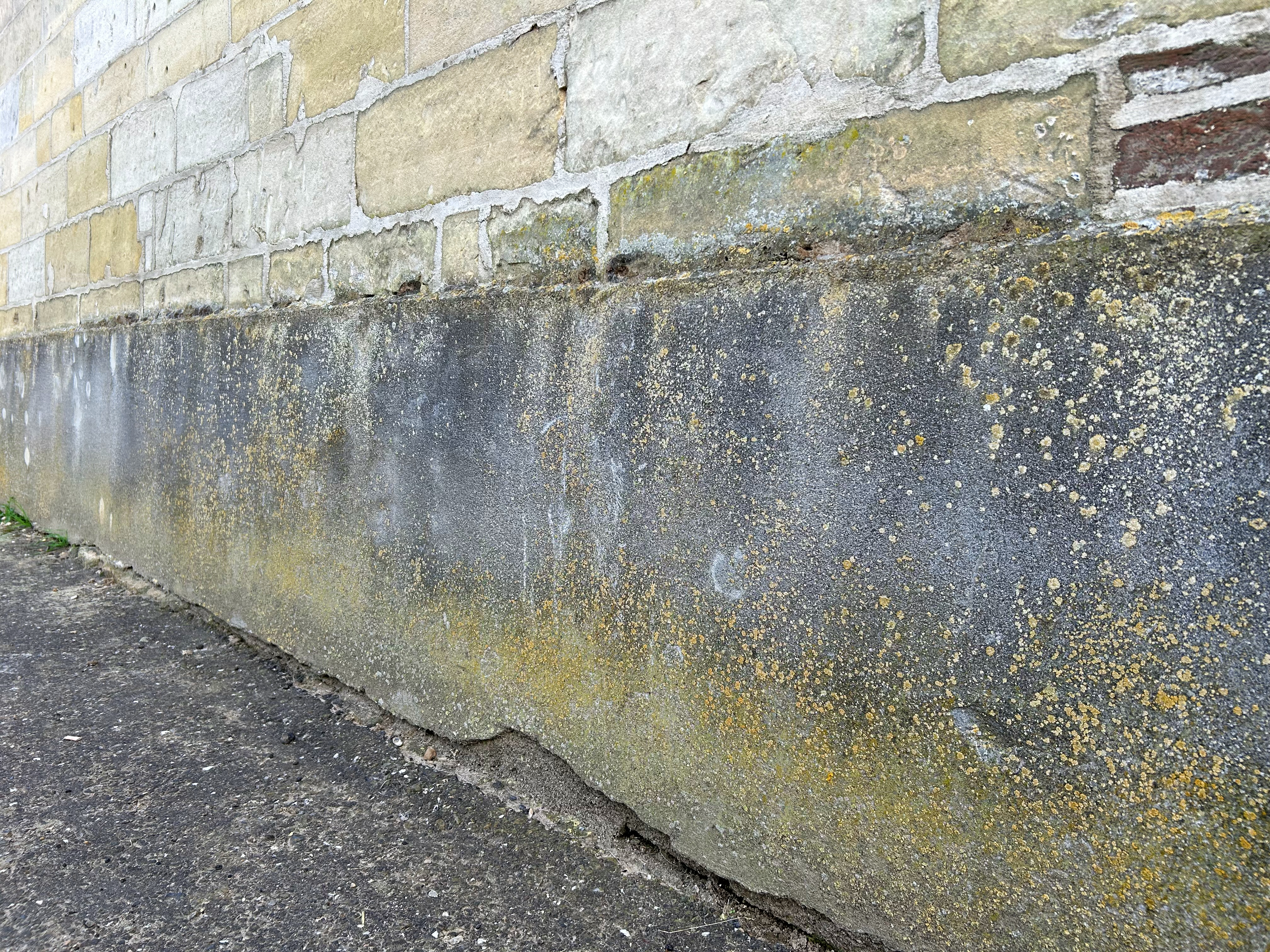
Een betonnen, geëutrofieerde muurvoet begroeid met de sinaasappelkorst-associatie.
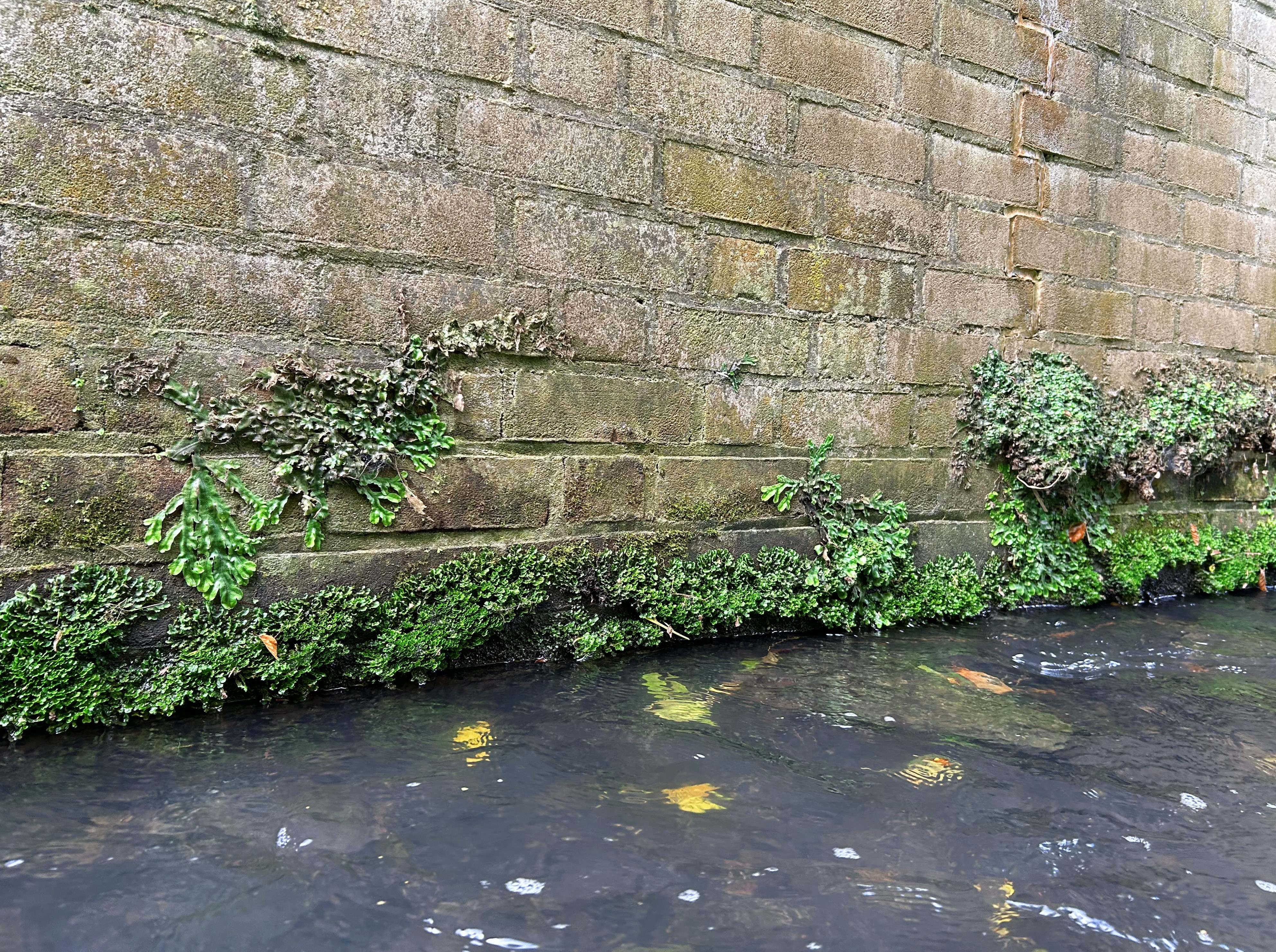
De kegelmos-associatie op de muurvoet van een vochtige, waterkerende muur.
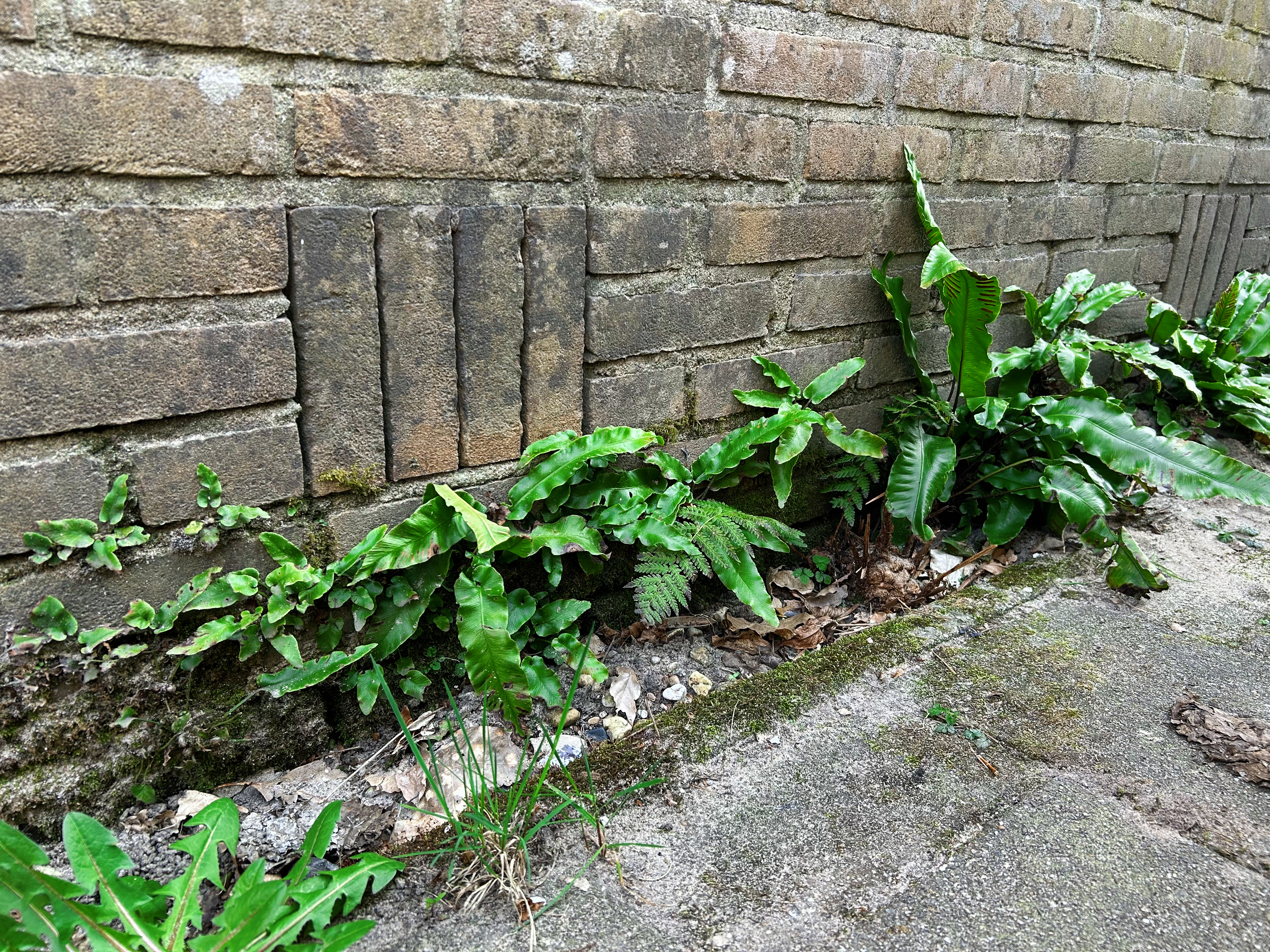
Een muurvoet begroeid met de tongvaren-associatie.